# Seman
Il Seman (in lingua albanese Semani; in latino Apsus, dal greco Ἄψος) è un fiume dell'Albania Occidentale che sfocia nel Mare Adriatico.
 
Si origina dalla confluenza dei fiumi Osum e Devoli, pochi chilometri a nord-ovest di Kuçovë. Scorre in direzione ovest, attraversando Fier-Shegan e Mbrostar Ura (vicino Fier), sfociando nell'Adriatico vicino Topojë.

Il Seman costituisce uno dei confini della regione storica della Musacchia.